# Trinity Western University

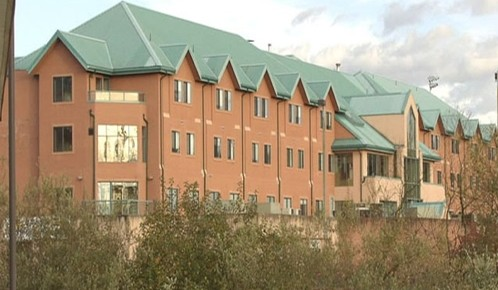
Trinity Western University’s Northwest Building – School of Business

Die Trinity Western University (Abkürzung TWU) ist eine Privatuniversität in Langley, British Columbia, Kanada.
Die Hochschule wurde 1962 als Trinity Junior College von der Evangelical Free Church of America gegründet und 1972 umfirmiert zum Trinity Western College. 1986 erfolgte die Anerkennung als Universität Trinity Western University. Die Hochschule bildet circa 4000 Studenten in 45 grundständigen und 17 graduierte und postgraduierten Studienprogrammen aus.